# Manuel Frey
Manuel Frey (* 1964 in Bamberg) ist ein deutscher Historiker.
Manuel Frey wurde nach einem Studium der Geschichte und Soziologie 1996 an der Universität Bielefeld promoviert. 2008 habilitierte er sich an der Technischen Universität Dresden mit einer Arbeit über Sammler, Stifter und Mäzene in der Bürgergesellschaft. Er ist seit dem Jahr 2002 im Kulturbereich des Freistaates Sachsen tätig, seit 2005 in der Kulturstiftung als Referent und seit 2008 als stellvertretender Stiftungsdirektor. 2019 wurde er zum Direktor der Kulturstiftung des Freistaates Sachsen ernannt.

## Schriften
- Der reinliche Bürger. Entstehung und Verbreitung bürgerlicher Tugenden in Deutschland, 1760–1860. (= Kritische Studien zur Geschichtswissenschaft, Bd. 119). Vandenhoeck & Ruprecht, Göttingen 1997 (zugl. Dissertation, Universität Bielefeld, 1996).
- Hrsg. mit Jürgen Kocka: Bürgerkultur und Mäzenatentum im 19. Jahrhundert. Fannei und Walz, Berlin 1998.
- Macht und Moral des Schenkens. Staat und bürgerliche Mäzene vom späten 18. Jahrhundert bis zur Gegenwart (= Bürgerlichkeit, Wertewandel, Mäzenatentum, Bd. 4). Fannei und Walz, Berlin 1999.
- Sammler, Stifter und Mäzene in der Bürgergesellschaft. Dresden 2008 (zugl. Habilitationsschrift, TU Dresden, 2008).
- Hrsg. mit Thomas Adam und Rupert Graf Strachwitz: Stiftungen seit 1800. Kontinuitäten und Diskontinuitäten. de Gruyter Oldenbourg, Berlin 2018.